# Apamea sublustris
Abromiade ochracée
Espèce
Apamea sublustris, l’Abromiade ochracée, est une espèce de Lépidoptères de la famille des Noctuidae et du genre Apamea.

## Biologie

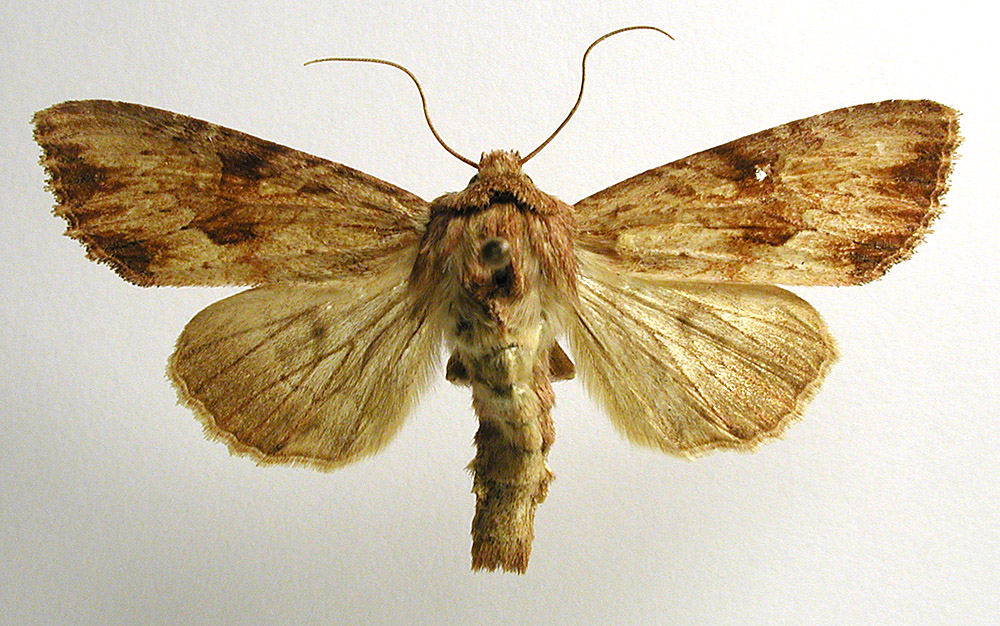
Adulte aux ailes déployées.

L'imago est visible de juin à juillet. Les chenilles se développent sur racines de graminées, en particulier Festuca ovina et les espèces du genre Molinia. La période de vol s'étend entre juin et juillet. C'est une espèce univoltine.

## Habitat et répartition
Son aire de répartition est eurasiatique, présente dans presque toute l'Europe. En France, elle occupe principalement une grande moitié orientale, se retrouve ensuite dans les Pyrénées et dans quelques stations isolées de la côte atlantique. Discrète, elle recherche divers milieux herbacés. C'est une « espèce spécialiste » des prairies, des terrains dominés par des herbacées non graminoïdes, des mousses ou des lichens.

## Systématique
Le nom scientifique complet (avec auteur) de ce taxon est Apamea sublustris (Esper, 1788). L'espèce a été initialement classée dans le genre Phalaena sous le protonyme Phalaena sublustris, par le naturaliste allemand Eugen Johann Christoph Esper, en 1788.
Ce taxon porte en français le nom normalisé « Abromiade ochracée »,.
Apamea sublustris a pour synonymes :
- Abromias sublustris (Esper, 1788)
- Hadena sublustris (Esper, 1788)
- Phalaena sublustris Esper, 1788